# Chlorhydrinierung
Als Chlorhydrinierung wird die Bildungsreaktion von Chlorhydrinen bezeichnet. Dieses sind Chloralkohole, bei denen das Chlor und die Hydroxygruppe an benachbarte Kohlenstoffatome gebunden sind. 

## Beispiele
Von technische Bedeutung ist zum Beispiel die Herstellung von Epichlorhydrin, wobei durch Chlorhydrinierung von Allylchlorid mit hypochloriger Säure werden 1,3-Dichlorpropan-2-ol und 2,3-Dichlorpropan-1-ol gewonnen werden. In einem nachfolgenden Schritt entsteht dann durch Umsetzen mit Natriumhydroxid racemisches Epichlorhydrin.
In gleicher Weise sind durch Chlorhydrinierung von Propen Propylenchlorhydrin (PCH) und Propylenoxid zugänglich.
Weitere Beispiele sind die Addition von hypochloriger Säure an eine olefinische Doppelbindung oder die Addition von Chlorwasserstoff an Propenoxid.
Auch die Addition von Peroxiden und Titan(IV)-chlorid an Olefinen und eine Reihe weiterer Verfahren sind bekannt.